# Körperoberfläche
Die Körperoberfläche (KOF; bzw. body surface area, kurz BSA) ist die äußere Oberfläche des mit Haut bedeckten Körpers.
Die Kenntnis der Körperoberfläche eines Menschen ist für die Dosierung bestimmter Medikamente (wie z. B. Zytostatika und anderen in der Onkologie verwendete Wirkstoffe), sowie für die Abschätzung von Hautläsionen (Verbrennungen) von Bedeutung.

## Empirische Formeln zur Bestimmung der Körperoberfläche
Anhand empirischer Daten konnten einige Formeln zur Abschätzung der Körperoberfläche {\displaystyle S} ausgehend von Körpergewicht {\displaystyle M} und Körpergröße {\displaystyle L} gewonnen werden.
In der Praxis werden sehr oft Nomogramme verwendet.
- Mosteller-Formel *): {\displaystyle S=0{,}01666667\cdot L^{0{,}5}\cdot M^{0{,}5}}
- Gehan-George-Formel
  - für alle Alter: {\displaystyle S=0{,}02350\cdot L^{0{,}42246}\cdot M^{0{,}51456}}
  - für Kinder Alter < 5 Jahre: {\displaystyle S=0{,}02667\cdot L^{0{,}38217}\cdot M^{0{,}53937}}
  - für Kinder und Jugendliche Alter 5–19 Jahre: {\displaystyle S=0{,}03050\cdot L^{0{,}35129}\cdot M^{0{,}54375}}
  - für Erwachsene Alter >19 Jahre *): {\displaystyle S=0{,}01545\cdot L^{0{,}54468}\cdot M^{0{,}46336}}
- Haycock-Formel *): {\displaystyle S=0{,}024265\cdot L^{0{,}3964}\cdot M^{0{,}5378}}
- DuBois-Formel *): {\displaystyle S=0{,}007184\cdot L^{0{,}725}\cdot M^{0{,}425}}
- Formel nach Boyd *): {\displaystyle S=0{,}0332965\cdot L^{0{,}3}\cdot M^{0{,}6157-0{,}00816474\;\ln(M)}}
- Schlich-Formel
  - für Frauen *): {\displaystyle S=0{,}000975482\cdot \mathrm {L} ^{1{,}08}\cdot M^{0{,}46}}
  - für Männer *): {\displaystyle S=0{,}000579479\cdot \mathrm {L} ^{1{,}24}\cdot M^{0{,}38}}
- Fujimoto-Formel *): {\displaystyle S=0{,}008883\cdot L^{0{,}663}\cdot M^{0{,}444}}
- Takahira-Formel *): {\displaystyle S=0{,}007241\cdot L^{0{,}725}\cdot M^{0{,}425}}
- Livingston-Lee-Formel:
  - bei Körpermasse ≥ 10 kg: {\displaystyle S=0{,}1173\times M^{0{,}6466}}
  - bei Körpermasse < 10 kg: {\displaystyle S=0{,}1037\times M^{0{,}6724}}
- Shuter und Aslani Formel *): {\displaystyle \mathrm {S} =0{,}00949\times W^{0{,}441}\times H^{0{,}655}}
- Lipscombe-Formel: {\displaystyle \mathrm {S} =0{,}00878108\times \mathrm {L} ^{0{,}67844}\times \mathrm {M} ^{0{,}434972}}

Dabei haben die Formelzeichen folgende Bedeutungen
- {\displaystyle S} – Körperoberfläche in m²
- {\displaystyle L} – Körpergröße in cm
- {\displaystyle M} – Körpermasse in kg

Die Mosteller- und Haycock-Formel werden vor allem zur Bestimmung der Körperoberfläche bei Kindern verwendet.
Die Boyd-Formel lautet im Original:
{\displaystyle S=0{,}0003207\cdot L^{0{,}3}(M\cdot 1000)^{0{,}7285-0{,}0188\log _{10}(M\cdot 1000)}} .
In der obigen Zusammenstellung wurde sie etwas umgeformt um bessere Vergleichbarkeit zwischen den verschiedenen Formeln zu erreichen.
Auch die Mosteller-Formel (im Original {\displaystyle S={\sqrt {\tfrac {L\cdot M}{3600}}}}) kann wie oben alternativ dargestellt werden.
Die Schlich-Formeln berücksichtigen unter anderem den unterschiedlichen Körperbau von Frauen und Männern. Im Original berechnen sie die relative Körperoberfläche (also Körperoberfläche pro kg Körpermasse) als nichtlineare Funktion des Body-Mass-Index.

## Durchschnittswerte
- Durchschnittlich betrug 1926 die Körperoberfläche von gesunden Erwachsenen 1,73 m².[2]
- Bei Männern liegt der Durchschnitt bei 1,9 m².
- Bei Frauen: 1,6 m²
- Frühgeborene: 0,10 m² bei einem Gewicht von 1000 g
- Frühgeborene: 0,15 m² bei einem Gewicht von 2000 g[3]
- Neugeborene: 0,25 m²
- 2 Monate alter Säugling: 0,3 m²
- 2–4-jährige Kinder: 0,5 m²
- 5-jährige Kinder: 0,75 m²
- 9-jährige Kinder: 1,07 m²
- 10-jährige Kinder: 1,14 m²; andere Angabe: 1,0 m²[4]
- Kinder im Alter 12–13: 1,33 m²

## Angaben/Formeln zu Körperteilen
Für Erwachsene kann man grob die Neuner-Regel, vgl. Verbrennung: Bestimmung der verbrannten Fläche, anwenden:
Kopf 9 % + 2 x Arm 9 % + 2 x Bein 18 % (9 % auf der Vorderseite und 9 % auf der Rückseite) + Rumpf 36 % (je 9 % auf die linke bzw. rechte Hälfte vorne und hinten) + Genitale 1 % = 100 %
Generell gilt auch, auf die Handfläche (inkl. Finger) entfällt etwa 1 % der Körperoberfläche.
Bei Kindern ist das Verhältnis oberer zur unteren Körperoberfläche zugunsten der oberen verschoben. Das bedeutet, dass bei Neugeborenen bereits 21 % der KOF auf den Kopf entfallen und im Gegensatz dazu nur 1/3 auf den Rumpf sowie ca. 1/3 auf die Beine.
Kopf 20 % + Arme 20 % + Beine 30 % + Rumpf 30 % = 100 %
Des Weiteren gibt es Formeln für die Berechnung, z. B. nach Livingston und Lee:
- Kopf = A × B × 0,308 (wobei A = Umfang um Kinn und Vertex; B = koronarer Umfang um Stirn und Schläfen, über den Augenbrauen)
- Arme = F × (G + H + I) × 0,611 (wobei F = Strecke zwischen Acromion und distalem Radiusende bei gestrecktem Arm; G = Oberarmumfang nahe der Axilla; H = größter Umfang am Unterarm, unterhalb des Ellenbogens; I = schmalster Umfang des Unterarms, am Kopf der Ulna
- Hände = J × K × 2,22 (wobei J = Verbindungslinie zwischen Unterrand des Radius und Spitze des 2. Fingers, gestreckt; K = Umfang im Bereich der Metacarpalgelenke)
- Stamm (einschließlich Nacken, äußere Genitale und Brüste) = L × (M + N) × 0,703 (wobei L = vom Oberrand des Sternums bis zum Oberrand des Schambeins; M = Bauchumfang in Höhe des Nabels; N = Brustumfang in Höhe der Brustwarzen bei Männern und oberhalb der Brüste bei Frauen)
- Oberschenkel = O × (P + Q) × 0,508 (wobei O = Oberrand des Trochanter major bis zum Unterrand der Patella; P = Umfang eines Oberschenkels unterhalb des Perineums; Q = Hüftumfang in Höhe der Trochanteren) und = W × (P + Q) × 0,552 (wobei W = Oberrand des Schambeins zum Unterrand der Patella)
- Unterschenkel = R × S × 1,4 (wobei R = von der Fußsohle zum Unterrand der Patella; S = Umfang am Unterrand der Patella)
- Füße = T × (U + V) × 1,04 (wobei T = Länge von der Ferse bis zur Großzehe; U = Umfang in Höhe der Basis der kleinen Zehe; V = schmalster Umfang des Knöchels)